# Шадимо-Рискіно
Шади́мо-Ри́скіно (рос. Шадымо-Рыскино, ерз. Везедне) — село у складі Інсарського району Мордовії, Росія. Входить до складу Сіалеєвсько-П'ятинської сільського поселення.
Населення — 312 осіб (2010; 512 у 2002).
Національний склад станом на 2002 рік:
- мордва — 86 %